# 托拜厄斯·皮克
托拜厄斯·皮克（英語：Tobias Picker，1954年7月18日—）是美国作曲家、钢琴家，以其管弦乐作品《旧河与失落之河》和《妖精》，歌剧《埃米琳》、《了不起的福克斯先生》、《塞拉西·拉昆》、《美国悲剧》和《多洛雷斯·克莱伯恩》以及芭蕾舞剧《觉醒》（根据奥利弗·萨克斯的著作改编）等其他作品而闻名。